# Fetească alba

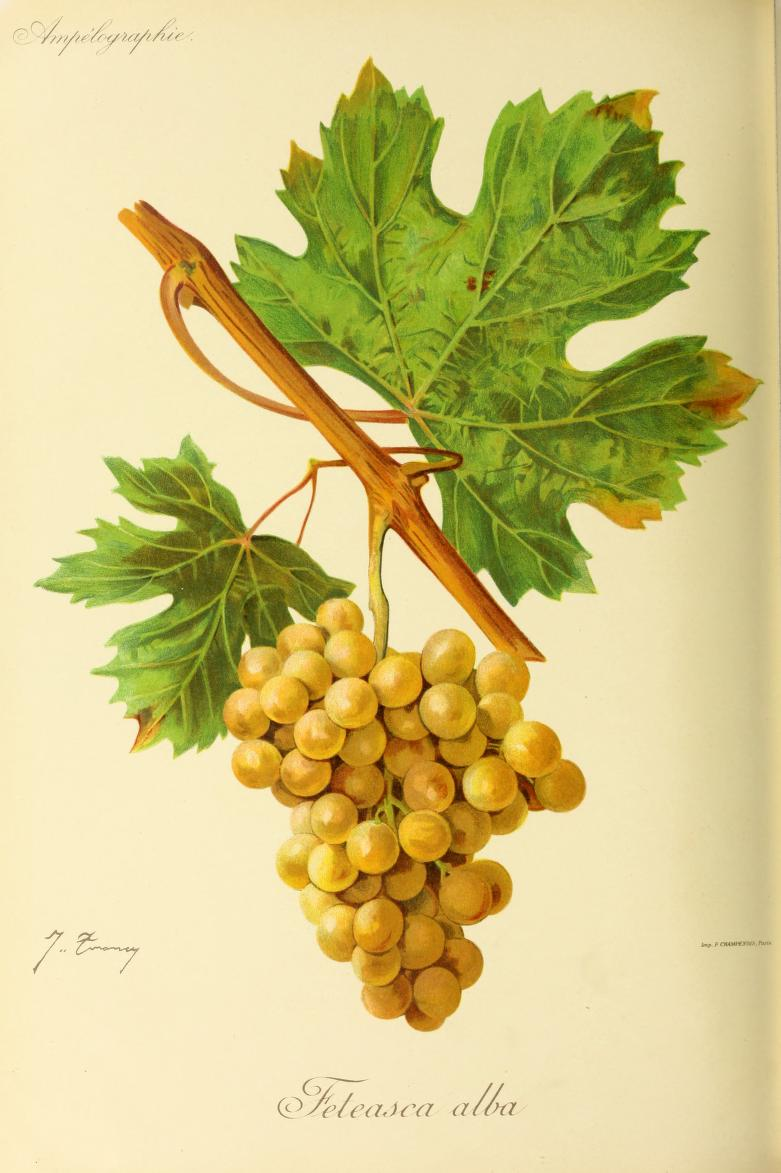
Målning av Jules Troncy från ett franskt ampelografiskt verk som gavs ut i början på 1900-talet.

Fetească Albă  är en rumänsk-moldavisk grön druva. Namnet kan översättas till "lilla flickans vita". Den odlas främst i Transsylvanien och i Västmoldavien i Rumänien. I Rumäniens grannland Republiken Moldavien är det den mest planterade lokala sorten. Den är också känd som Păsărească, Vărătic och Leányka i Ungern där den odlas i regionen Eger. 
F. alba heter Mädchentraube i Tyskland.
I Rumänien är det den näst mest planterade druvan med 12 383 hektar (2017). Det är troligen en druva som funnits mycket länge. DNA analyser visar hittills att den är släkt med en nästan utrotad urgammal druva som heter Argant/Gaensfusser och som sannolikt har tyskt ursprung. De boende i det historiska Moldavien, i gränstrakterna vid floden Prut, säger att den helt säkert kommer därifrån. 
Fetească Albă räknas som lite underlägsen sin namne Fetească Regala. Den ger inte vin med samma rika textur och har inte lika lång eftersmak. Men andra vinkännare menar att Regala kan vara lite "vulgär" och "för påträngande" och att Alba har mer finess och elegans om den jäses och framställs med omsorg.
Odlingsmässigt ger F. Alba inte lika hög avkastning som Fetească Regala.